# 肯尼斯·尤金·史密斯
肯尼斯·尤金·史密斯（英語：Kenneth Eugene Smith，1964年7月4日—2024年1月25日）是美国一名谋杀犯。他于2024年1月25日在美国阿拉巴马州采用惰性气体窒息方式执行死刑，这是全球首次采用此类方法执行死刑。
肯尼斯·史密斯因1988年3月18日在阿拉巴马州科尔伯特县被雇佣谋杀伊丽莎白·多琳·森内特（Elizabeth Dorlene Sennett）而被定罪。伊丽莎白·森内特的丈夫老查尔斯·森内特（Charles Sennett Sr.）雇佣了比利·格雷·威廉姆斯（Billy Gray Williams）来谋杀自己的妻子，而比利·威廉姆斯则随后又雇佣了肯尼斯·史密斯和约翰·福雷斯特·帕克（John Forrest Parker）来协助其谋杀。最终由肯尼斯·史密斯和约翰·帕克来执行谋杀，他们在伊丽莎白·森内特位于科尔伯特县的家中刺杀了她。在伊丽莎白·森内特被谋杀一周后，老查尔斯·森内特在得知自己是被调查的嫌疑人后自杀。比利·格雷·威廉姆斯被判处终身监禁并不得假释，他最终于2020年11月死于狱中。肯尼斯·尤金·史密斯和约翰·福雷斯特·帕克则均被判处死刑，而约翰·福雷斯特·帕克在2010年6月被执行注射死刑。
2022年11月，肯尼斯·史密斯原定于被执行注射死刑，但由于执行小组在阿拉巴马州最高法院签发的死刑执行令上所规定有效日期截止日前无法为肯尼斯·史密斯连接静脉注射管，因此不得不暂缓执行死刑。作为肯尼斯·史密斯与阿拉巴马州政府所达成的和解协议，州政府承诺不采用本州所常用的注射方式对史密斯执行死刑，而是改用惰性气体窒息的方式。 在向美国最高法院上诉失败后，肯尼斯·尤金·史密斯最终于2024年1月25日被使用惰性气体窒息的方式执行死刑，成为全球首个采用此方法执行死刑的人。

## 调查入狱
老查尔斯·森内特神父雇佣了他的一名访客比利·格雷·威廉姆斯去谋杀他的妻子——45岁的伊丽莎白·多琳·森内特。 而为了执行该计划，威廉姆斯又雇佣了肯尼斯·尤金·史密斯和约翰·福雷斯特·帕克来协助自己。 作为雇凶杀人的报酬，老查尔斯·森内特向他们每人支付了1000美元。 1988年3月18日，伊丽莎白·森内特被发现在其位于科尔伯特县的家中身受重伤。
警长罗尼·梅（Ronnie May）最早抵达现场，但他声称当时已经无法探查到伊丽莎白·森内特的脉搏。不过当急救人员抵达现场后，他们发现伊丽莎白·森内特尚存一息。 罗尼·梅表示，当老查尔斯·森内特听闻自己妻子尚且活着的消息时，他“差点摔倒”。 罗尼·梅随后与伊丽莎白·森内特及急救人员搭乘急救车赶往医院继续救治，但医生还是在医院宣布了伊丽莎白·森内特不治。
调查人员起初认为房屋的状态像是入室抢劫。 但罗尼·梅却回忆起数周前调查另一起谋杀案时，老查尔斯·森内特数度出现在犯罪现场，这导致警方不得不数度将其驱离。 随后灭罪热线接到匿名举报，对方提供了伊丽莎白·森内特谋杀案的几个嫌犯名字。
1988年3月25日，调查人员对老查尔斯·森内特进行了闻讯，但遭到了他的否认。而当老查尔斯·森内特准备离开的时候，有调查人员问他是否认识肯尼斯·史密斯，结果他脸红了。 在闻讯结束后，老查尔斯·森内特前往了他的教堂。他在那里与他的孩子及他们的家人的见面，并对他们承认了自己外遇并谋杀了他们的母亲伊丽莎白·森内特。 随后老查尔斯·森内特前往停车场，他在一辆卡车内吞枪自尽。
调查人员收到搜查令后对肯尼斯·史密斯的家进行了搜查，他们在那里发现了一台来自森内特家的录像机。 肯尼斯·史密斯和约翰·帕克向警方提供了有关伊丽莎白·森内特被谋杀的细节。

## 庭审上诉
为了降低审前媒体报道对审判的影响，故肯尼斯·尤金·史密斯的庭审法院从科尔伯特县变更至杰弗逊县。
在初审中，陪审团裁定肯尼斯·史密斯构成对伊丽莎白·多琳·森内特的谋杀罪；并以“10:2”的投票结果建议主审法官对肯尼斯·史密斯处以死刑。 阿拉巴马州对于2017年定罪的罪犯，如果陪审团提出量刑建议但支持死刑的票数少于10票的话，罪犯则会被判处无期徒刑。但是法官在实际审理中可以不受陪审团量刑建议的约束，他可在做出最终量刑裁决前对陪审团量刑建议进行权衡。肯尼斯·史密斯在1989年于初审被法官判处死刑。不过经过上诉后，肯尼斯·史密斯的定罪和刑罚被撤销。而在再审中，法官不顾陪审团以“11:1”的投票结果所建议的无期徒刑量刑建议，依然在1996年判处肯尼斯·史密斯死刑。
而伊丽莎白·森内特谋杀案的其他嫌犯中，约翰·福雷斯特·帕克同样也被判处了死刑， 但比利·格雷·威廉姆斯则被判处终身监禁并不得假释。 约翰·帕克于2010年6月10日通过注射死刑被执行死刑， 比利·威廉姆斯则于2020年11月因不明疾病死于狱中。 截至2020年11月，肯尼斯·史密斯已经用尽针对第二次审判定罪和量刑的所有上诉方式。

## 死刑执行

### 第二次执行死刑
第二次死刑法令之后被确定，史密斯将于2024年1月25日通过氮气的方式执行死刑。这是阿拉巴马州有史以来首次使用氮气实施死刑。2024年1月10日，联邦法官裁定阿拉巴马州可使用氮气对史密斯实施死刑。2024年1月24日，最高法院驳回了他的上诉并拒绝他暂缓执行的请求。森尼特的家人，包括他的两个儿子，支持史密斯的死刑。 另一方面 ，人权组织和联合国担忧实施从未使用过的氮气死刑可能导致“残忍、非人道、有辱人格甚至是折磨”。史密斯的律师在最高法院上诉时辩称对史密斯实行第二次死刑是违宪的。 2024年1月25日，史密斯的暂缓死刑的上诉再次被最高法院拒绝，它的死刑计划于当日下午6时实行。受害者的儿子查克·森内特则表示史密斯要为杀害他母亲付出代价。